# Cure Salée

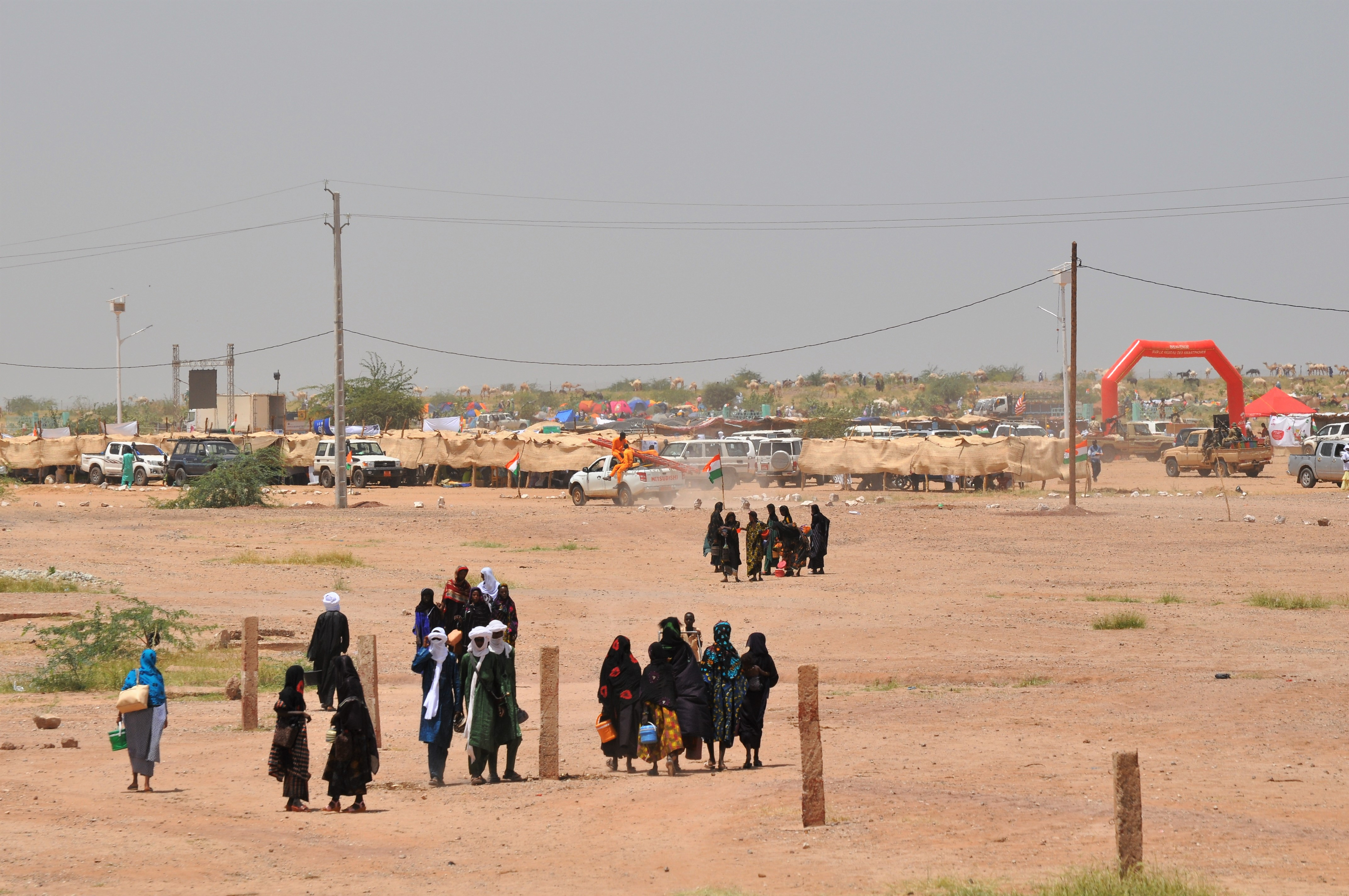
Besucher verlassen das Festivalgelände der Cure Salée nach der Eröffnungszeremonie (2019)

Die Cure Salée ([kyʁ sa.le]; französisch für ‚Salz-Kur‘) ist eine alljährliche Zusammenkunft nomadischer Viehzüchter in der Gemeinde Ingall in Niger. Aus Anlass der Salzversorgung findet ein mehrtägiges Festival statt, das verschiedenen kulturellen, wirtschaftlichen und politischen Zwecken dient. Die Tradition ist mehrere Jahrhunderte alt.

## Ablauf

### Salz für Vieh und Menschen
Tausende nomadische Viehzüchter der Ethnien Fulbe und Tuareg verlassen während der Regenzeit in den Monaten Juli, August und September regelmäßig ihre angestammten Gebiete und ziehen in die Gemeinde Ingall im Norden. Sie legen dafür mit ihren Rindern, Schafen, Ziegen und Kamelen Strecken von 300 bis 400 Kilometern zurück. In Ingall können sie in durch Niederschläge gefüllten temporären Teichen (mares) ihr Vieh tränken. Sobald sich die als Futter dienende Vegetation nach der Regenzeit erholt hat, kehren sie zurück. Während des Aufenthalts an den Solequellen von Ingall wird das Vieh mit Mineralsalzen versorgt, wovon die Cure Salée ihren Namen hat. Um die Tiere daran zu gewöhnen, werden die Quellen nach aufsteigendem Salzgehalt aufgesucht. So wird das Vieh zunächst nach Azelik, Fogochia oder Injitan getrieben, bevor es nach Tegguida-n-Tessoum kommt. Zur Deckung des Mineralsalzbedarfs der Tiere während des restlichen Jahres nehmen die Viehzüchter salzhaltige Erde aus Ingall mit.
Besonders den milden Quellen von Injitan wird eine Heilwirkung auch bei Menschen zugeschrieben. Sie sollen bei Hautkrankheiten, Verdauungsproblemen und Rheuma helfen. Während mehrtägiger Kuren trinken die Menschen das Wasser und baden darin.

### Festivalprogramm
Der Termin des dreitägigen Festivals liegt üblicherweise in der zweiten Septemberhälfte. Er wird von der Zentralregierung in Niamey festgelegt und oft kurzfristig angekündigt oder verschoben. Im Vordergrund der Cure Salée steht das Salz. Zugleich dient die Zusammenkunft einer Reihe von anderen Aktivitäten, für die die Teilnehmer, die nicht länger mit der aufwändigen Suche nach Weideplätzen und Wasser beschäftigt sind, nunmehr Zeit haben.
Es ist üblich, sich bei den Einzelveranstaltungen festlich zu kleiden. Eine besondere Attraktion ist das traditionelle Guérewol der Fulbe-Untergruppe der Wodaabe, ein von Tänzen begleiteter Schönheitswettbewerb von Männern. Die Tuareg nehmen an spektakulären Kamelrennen teil. Bei Treffen zwischen den einzelnen Nomadengruppen oder mit Regierungsvertretern werden politische und soziale Fragen diskutiert. Es werden medizinische Behandlungen und Beratungen in Anspruch genommen. Weitere Aspekte sind die Pflege familiärer Beziehungen, etwa bei Hochzeiten, und die Anschaffung von Konsumgütern. Der Markt von Ingall erreicht seine jährliche Höchstzahl an Besuchern und Händlern während der Cure Salée.

## Geschichte
Die Geschichte der Cure Salée reicht mehrere Jahrhunderte zurück. Sie hatte von Beginn an eine wirtschaftliche und eine politische Dimension. Die Transhumanz in den Norden (tinekert) diente der Geschäftsanbahnung mit den Sahara-Salzkarawanen und weiteren Händlern aus Nordafrika. Der Sultan von Agadez verwendete die Cure Salée für Treffen der politischen Anführer (amanen), mit denen er die Sicherung seiner Autorität und die Konfliktschlichtung zwischen den Tuareg-Konföderationen bezweckte.
Die Kolonialmacht Frankreich, die zu Beginn des 20. Jahrhunderts den nigrischen Raum besetzte, konnte bei der Cure Salée der wichtigsten Nomaden-Führer für Gespräche habhaft werden. Während der Kaocen-Revolte in den Jahren 1916 und 1917, einem Aufstand von Anhängern der islamischen Sanūsīya-Bruderschaft gegen Frankreich, wurde die Cure Salée nicht abgehalten.
Die erste Regierung des seit 1960 unabhängigen Niger nutzte die Veranstaltung zur Pflege guter Beziehungen mit der Tuareg-Minderheit, an die kostenlos Salz, Tee und Zucker verteilt wurde. Der Tuareg-Anführer Mouddour Zakara, der damals die Cure Salée leitete, war ein Mitglied der Regierung von Staatspräsident Hamani Diori. Das massive Viehsterben infolge der Hungersnot in der Sahelzone von 1968 bis 1974 führte dazu, dass es in den Jahren 1972 und 1973 zu keiner Cure Salée kam. Die Regierung von Staatschef Seyni Kountché, der 1974 Hamani Diori abgesetzt hatte, führte eine Reihe von Neuerungen wie Viehimpfungen und Alphabetisierungskampagnen ein.
Während die Viehzüchter zuvor mit ihren Familien und ihrem gesamten Viehbestand zur Cure Salée anreisten, wandelte sich dieses Bild in den 1980er Jahren. Nunmehr machten sich einzelne Familienmitglieder und Milchkühe nicht mehr mit auf den Weg, wodurch die Veranstaltung etwas von ihrer Gemeinschaftserfahrung einbüßte. Die Regierung von Staatspräsident Mamadou Tandja bemühte sich ab 2005 zum Missfallen einiger Teilnehmer verstärkt um eine touristische Vermarktung. Die Cure Salée fand von 2007 bis 2009 wegen der durch Tuareg-Terroristen verursachten schlechten Sicherheitslage nicht statt. Im Jahr 2020 wurde sie aufgrund der COVID-19-Pandemie abgesagt.